# Olavus Brandt
Olavus Andreæ Brandt, född 1643 i Söderköping, Östergötland, död 22 juni 1692 i Västra Eds församling, Kalmar län, var en svensk präst.

## Biografi
Olavus Brandt föddes 1643 i Söderköping. Han var son en snickare Andreas Brandt i Söderköping. Brandt blev 1667 student vid Uppsala universitet och avlade magistergraden. Han blev 1672 rektor vid Västerviks trivialskola och alternerade med rektor P. E. Wijkman vartannat år. Brandt prästvigdes 6 juli 1675 och blev 1684 kyrkoherde i Västra Eds församling, då han visade upp Maria Kruus rekommendationsbrev. Han avled 1692 i Västra Eds församling.

### Familj
Brandt var gift med Kristina Ulff, dotter till kyrkoherden Ericus Ulff i Svinstads församling. De fick tillsammans barnen Elisabet Brandt som var gift med komministern Sven Tirslovius i Törnevalla församling, Anna Brandt (född 1679) och Erik Brandt (född 1680).